# Luk Artois
Luk Artois (Leuven, 6 mei 1970) is een Belgisch slagwerker-paukenist uit Vlaams-Brabant.

## Levensloop
Artois begon zijn studies slagwerk onder Roger Roskams aan het Sint-Jozefscollege te Sint-Pieters-Woluwe. Hij vervolgde deze aan het Stedelijk Conservatorium van Leuven onder Alois Verbeeck, waar hij in 1990 de regeringsmedaille verdiende. Hierna zette hij zijn studies voort aan het Leuvense Lemmensinstituut, waar hij de eerste prijs behaalde voor slagwerk en notenleer, alsook het diploma Meester in de Muziek (optie slagwerk) onder Alois Verbeeck en Leo Ouderits (kamermuziek). Bij Ouderits behaalde hij in 1997 zijn specialisatiediploma slagwerk. Om zich te vervolmaken, nam hij bij prof. Rainer Seegers (Berliner Philharmonisches Orchester) ook privéles.
Hij woonde verscheidene masterclasses bij, waaronder:
- Stockhausen Kurse bij prof. Andreas Boettger (1998, 1999, 2000)
- Masterclass pauken bij prof. David Punto (Universität der Kunste Berlin)
- Masterclass pauken bij Marinus Komst (Koninklijk Concertgebouw Orkest)
- Masterclass pauken bij Norbert Schmitt (SWR-Sinfonieorchester)

In 1994 was hij de Tenuto-finalist en in 2000 kreeg hij de post van solopaukenist bij de Beethoven Academie. In 2003 verkaste hij als solopaukenist naar het orkest van de Muntschouwburg. Hiernaast was hij in de meeste Belgische orkesten actief als freelance slagwerker en paukenist. Hij werkt actief mee als coach en aanvoerder slagwerk bij het Leuvens Jeugdorkest Frascati Symphonic.

## Orkesten
- Orkest van de Muntschouwburg
- HERMESensemble
- Il Fondamento
- Currende
- Anima Eterna
- Frascati Symphonic onder Kris Stroobants

## Opnamen
Hij nam deel aan verscheidene opnamen, waaronder die van De muziekkapel van de Belgische Zeemacht en Lieven Tavernier.